# Нафта залишкова
Нафта залишкова (рос. нефть остаточная; англ. residual oil, irreducible oil, нім. Rest(erd)öl n) — рідина, яка залишається в камері для дослідження PVT-характеристик після закінчення диференціального процесу, що здійснюється при температурі пласта або близькій до неї.
За аналогією термін відноситься також до рідини, яка залишається в нафтовому пласті після його виснаження. Відносно до процесу диференціального розгазування Н.з. являє собою те, що й товарна нафта відносно до процесу контактного розгазування, а саме — кінцевий рідинний продукт.